# Tilsit (fromage)
Pour les articles homonymes, voir Tilsit (homonymie).
Le tilsit est un fromage suisse à pâte mi-dure et à croûte lavée avec 30 à 60 % de matières grasses dans la matière sèche.

## Préparation  et spécificités
C'est un fromage à base de lait de vache, doux et aromatique avec une croûte naturelle et humide de teinte brun-rouge. Sa pâte est souple, très élastique, humide, et comporte des petits trous et des fentes irrégulières. Il peut être préparé à partir de lait cru ou de lait pasteurisé, la version au lait cru ayant plus de goût. Dans sa version originale, c'est un fromage piquant et plein de saveur tandis que la production de masse a maintenant un goût très peu marqué. Il se présente sous la forme de meule cylindrique, de 8 cm d'épaisseur, 25 cm de diamètre et d'un poids de 4 kg. À côté de cette forme classique, ce fromage est de plus en plus souvent présenté sous forme de blocs.

## Histoire

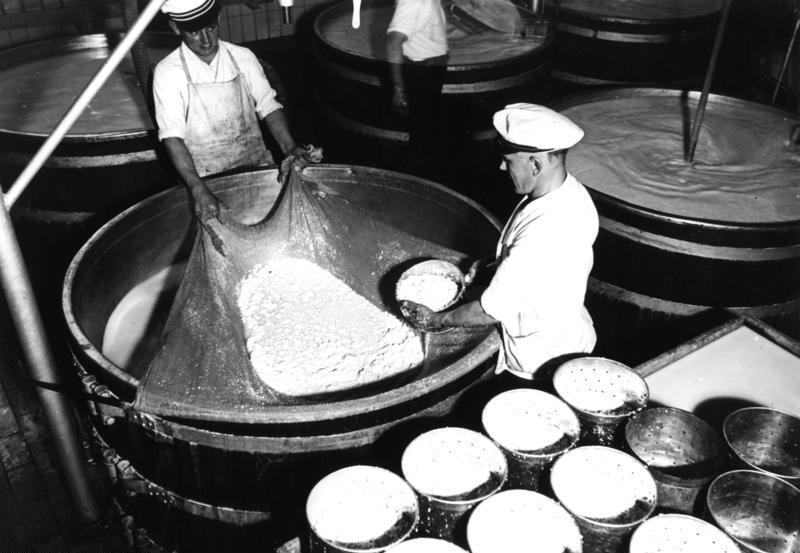
Fabrication du tilsit à Neukirch dans les années 1930.

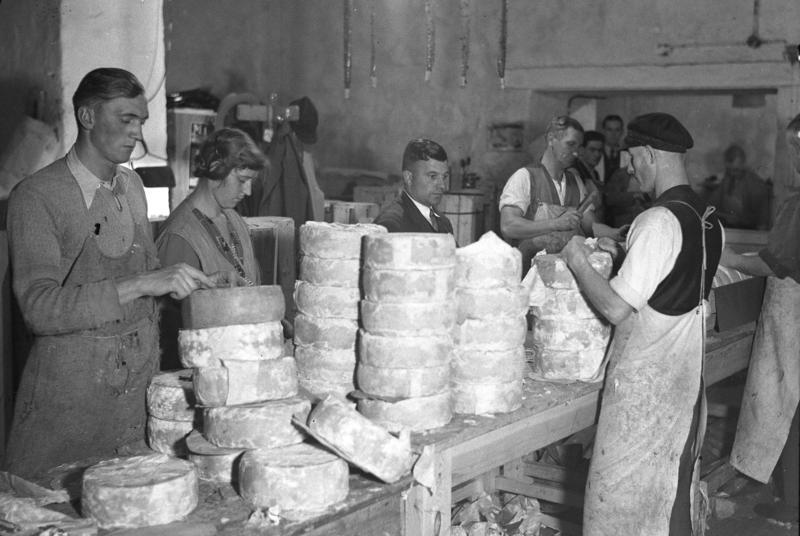
Fabrication du tilsit à Neukirch dans les années 1930.

Il existait déjà des fromageries à Tilsit au temps des ordres teutoniques. Le fromage actuel est le résultat d'une amélioration de la recette par des immigrés venus de Salzbourg, de Suisse ou de Hollande. Ce sont souvent des réfugiés pour cause de religion, en particulier des mennonites, qui ont répondu à l'appel du roi de Prusse pour repeupler cette région gravement touchée par une grande peste en 1709-11. 
Le tilsit se développe à partir de trois sortes locales de fromages, le ragnit, le briol et le worien, des versions prussiennes du fromage du Limbourg. La création du tilsit est souvent attribuée à Mme Westphal qui en a développé la production et codifié sa préparation vers 1840. 
Le nom de ce fromage n'étant pas protégé au niveau international et ayant connu un grand succès dès la fin du XIXe siècle, il est maintenant fabriqué en dehors de sa région d'origine notamment en Allemagne, au Danemark et en Suisse et il a évolué différemment. Dans la République démocratique allemande, il a été commercialisé sous le nom de « tollenser » pour ne pas faire référence à une ville allemande passée sous contrôle russe.

### En Suisse

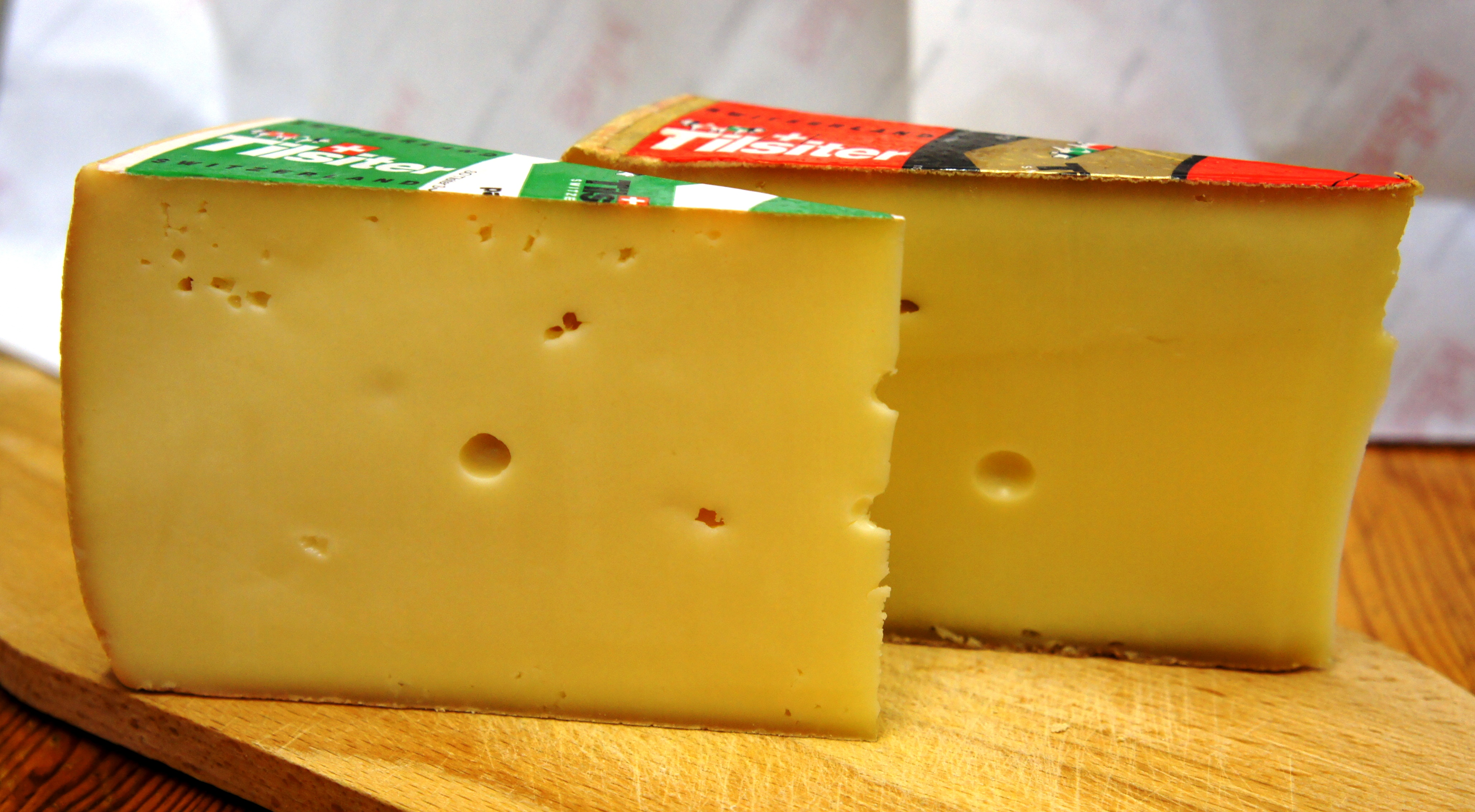
Tilsiter suisse

En 1893, Hans Wergmüller, originaire de Bisseg, émigre en Prusse après la guerre franco-prussienne de 1870. Il s'établit dans la ville de Tilsit, sur les côtes de la mer Baltique (aujourd'hui Sovetsk en Russie). 
Revenu au pays, il y introduit la production des petites meules de Tilsit, en modifiant légèrement la recette d'origine. Aujourd'hui il est fabriqué dans trois cantons : Thurgovie, Saint-Gall et Zurich.
Le tilsit suisse a été exporté sous le nom de royalp à partir de 1973.